# Форестгілл (Каліфорнія)
Форестгілл (англ. Foresthill) — переписна місцевість (CDP) в США, в окрузі Пласер штату Каліфорнія. Населення — 1692 особи (2020).

## Географія
Форестгілл розташований за координатами 39°0′19″ пн. ш. 120°49′53″ зх. д. / 39.00528° пн. ш. 120.83139° зх. д. (39.005289, -120.831366).  За даними Бюро перепису населення США в 2010 році переписна місцевість мала площу 28,98 км², уся площа — суходіл.

### Клімат
| Клімат : Форестгілл                                                      | Клімат : Форестгілл | Клімат : Форестгілл | Клімат : Форестгілл | Клімат : Форестгілл | Клімат : Форестгілл | Клімат : Форестгілл | Клімат : Форестгілл | Клімат : Форестгілл | Клімат : Форестгілл | Клімат : Форестгілл | Клімат : Форестгілл | Клімат : Форестгілл | Клімат : Форестгілл |
| Показник                                                                 | Січ.                | Лют.                | Бер.                | Квіт.               | Трав.               | Черв.               | Лип.                | Серп.               | Вер.                | Жовт.               | Лист.               | Груд.               | Рік                 |
| Абсолютний максимум, °C                                                  | 25,0                | 26,7                | 29,4                | 32,8                | 38,9                | 43,9                | 45,0                | 44,4                | 41,1                | 38,3                | 30,6                | 23,9                | 45,0                |
| Середній максимум, °C                                                    | 11,7                | 15,6                | 17,8                | 21,1                | 26,7                | 31,7                | 34,4                | 33,3                | 30,6                | 25,0                | 16,7                | 11,7                | 23,0                |
| Середня температура, °C                                                  | 7,8                 | 10,6                | 12,2                | 15,0                | 19,4                | 23,3                | 26,1                | 25,0                | 22,8                | 17,8                | 11,7                | 7,8                 | 16,6                |
| Середній мінімум, °C                                                     | 3,3                 | 5,6                 | 6,7                 | 8,3                 | 11,7                | 15,6                | 17,2                | 16,7                | 14,4                | 10,6                | 6,7                 | 3,9                 | 10,1                |
| Абсолютний мінімум, °C                                                   | −5,6                | −6,1                | −3,3                | 1,1                 | 2,8                 | 7,8                 | 10,0                | 9,4                 | 5,6                 | 1,7                 | −2,8                | −6,7                | −6,7                |
| Норма опадів, мм                                                         | 104                 | 85                  | 82                  | 43                  | 13                  | 5                   | 2                   | 3                   | 12                  | 35                  | 100                 | 77                  | 560                 |
| ------------------------------------------------------------------------ | ------------------- | ------------------- | ------------------- | ------------------- | ------------------- | ------------------- | ------------------- | ------------------- | ------------------- | ------------------- | ------------------- | ------------------- | ------------------- |
| Джерело: http://www.myforecast.com/bin/climate.m?city=11744&metric=false |                     |                     |                     |                     |                     |                     |                     |                     |                     |                     |                     |                     |                     |

## Демографія
Згідно з переписом 2010 року, у переписній місцевості мешкали 1483 особи в 625 домогосподарствах у складі 425 родин. Густота населення становила 51 особа/км².  Було 681 помешкання (24/км²).
Расовий склад населення:
| - 92,4 % — білих - 2,0 % — корінних американців - 0,5 % — чорних або афроамериканців - 0,4 % — азіатів - 0,1 % — вихідців з тихоокеанських островів - 1,1 % — осіб інших рас |

До двох чи більше рас належало 3,4 %. Частка іспаномовних становила 6,5 % від усіх жителів.
За віковим діапазоном населення розподілялося таким чином: 20,3 % — особи молодші 18 років, 64,9 % — особи у віці 18—64 років, 14,8 % — особи у віці 65 років та старші. Медіана віку мешканця становила 45,7 року. На 100 осіб жіночої статі у переписній місцевості припадало 99,1 чоловіків;  на 100 жінок у віці від 18 років та старших — 100,0 чоловіків також старших 18 років.
За межею бідності перебувало 31,9 % осіб, у тому числі 50,7 % дітей у віці до 18 років та 43,9 % осіб у віці 65 років та старших.
Цивільне працевлаштоване населення становило 484 особи. Основні галузі зайнятості: науковці, спеціалісти, менеджери — 25,8 %, освіта, охорона здоров'я та соціальна допомога — 15,9 %, будівництво — 12,6 %, мистецтво, розваги та відпочинок — 11,8 %.